# Croix de cimetière de Bérengeville-la-Campagne
La croix de cimetière de Bérengeville-la-Campagne est un monument situé à Bérengeville-la-Campagne, en France.

## Localisation
La croix est située à proximité de l'église, sur la parcelle 0024.

## Historique
La croix est datée des XVIe et XVIIIe siècles.
La croix est inscrite comme monument historique depuis le 8 janvier 1955.